# Sivac
Sivac (en serbe cyrillique Сивац) est une localité de Serbie située dans la province autonome de Voïvodine. Elle fait partie de la municipalité de Kula dans le district de Bačka occidentale. Au recensement de 2011, elle comptait 7 840 habitants.
Sivac est officiellement classé parmi les villages de Serbie.

## Géographie

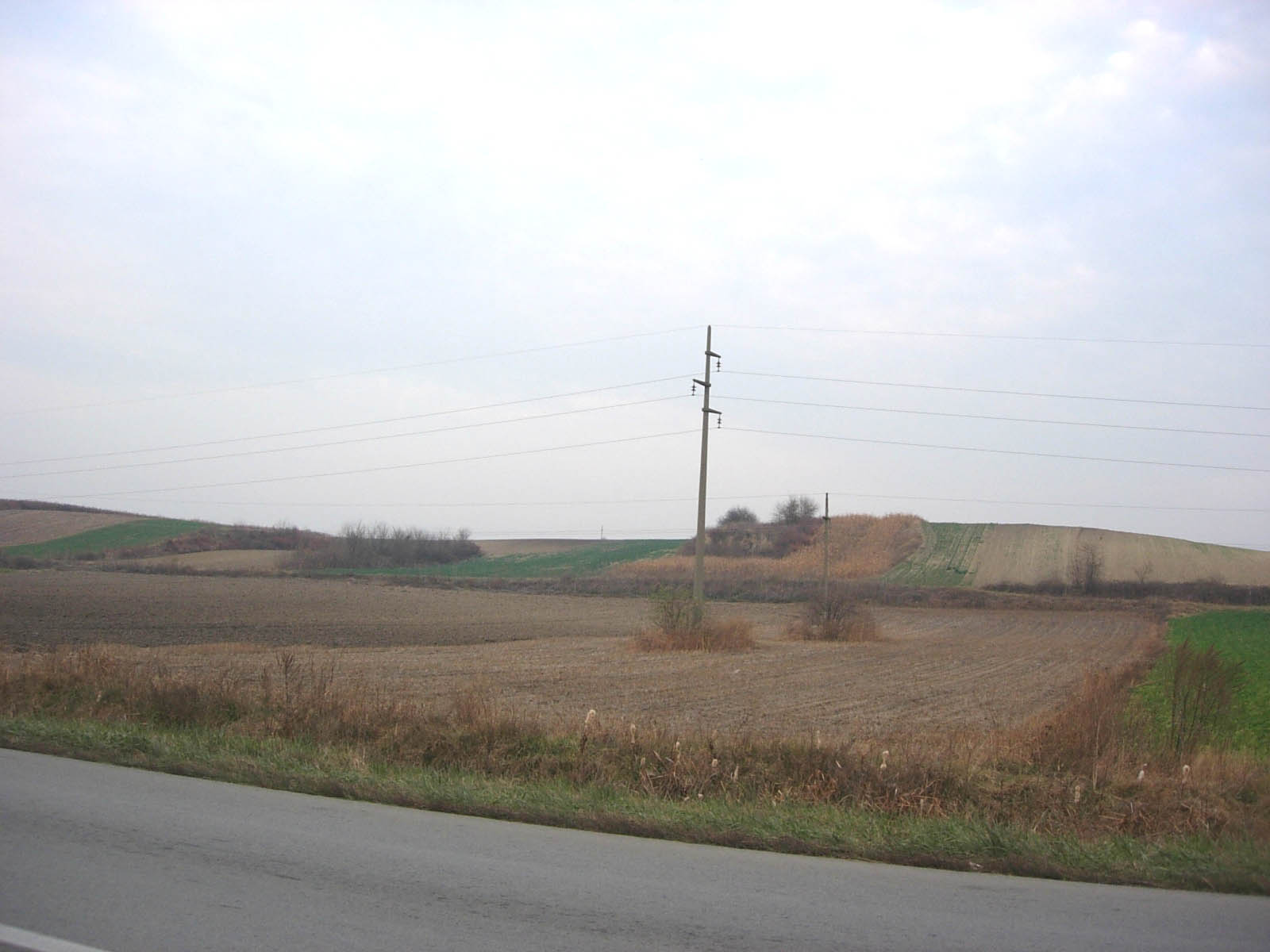
Les collines de la Telečka près de Sivac

## Démographie

### Évolution historique de la population
| 1948   | 1953   | 1961   | 1971   | 1981  | 1991  | 2002  | 2011  |
| ------ | ------ | ------ | ------ | ----- | ----- | ----- | ----- |
| 11 029 | 11 105 | 11 448 | 10 649 | 9 979 | 9 514 | 8 992 | 7 840 |

|  |